# Разведывательное сообщество Сирии
Разведывательное сообщество Сирии — система национальных спецслужб, ведущих деятельность в сфере разведки, контрразведки и обеспечения внутренней безопасности страны.

## История
Национальная система спецслужб начала формироваться в Сирии после обретения ей независимости в 1946. В 1950-е немалую помощь в организации спецслужб Сирии оказал нацистский преступник Алоиз Бруннер, которого неофициально именовали «отцом сирийских спецслужб». До 1958 спецслужбы Сирии включали в себя Второе бюро (военная разведка, в составе армии), Управление общей безопасности (в структуре министерства внутренних дел), и Управление общей разведки. После объединения Сирии с Египтом в 1958 сирийские спецслужбы перешли под контроль соответствующих органов Египта: так, Второе бюро перешло в ведение египетской военной разведки, Управление общей безопасности превратилось в подразделение Директората секретных служб Египта, а Управление общей разведки было переименовано в «Специальное бюро», в задачи которого входили наиболее «деликатные» операции — в частности, проведение акций саботажа или терактов на территории Израиля.
После распада Объединённой Арабской Республики в 1961 сирийские спецслужбы сохранили свою прежнюю структуру, в 1963 к ним добавилась ещё одна организация — Воздушные разведывательные силы. Со спецслужбами Сирии активно сотрудничали и советские спецслужбы.

## Структура
До падения режима Асада разведывательное сообщество Сирии включало в себя:
- Главное управление безопасности (Idarat al-Amn al-Amm)
- Управление политической безопасности (Idarat al-Amn al-Siyasi)
- Военная разведка (Shu`bat al-Mukhabarat al-`Askariyya)
- Воздушные разведывательные силы (Idarat al- Mukhabarat al-Jawiyya).

Все сирийские спецслужбы находятся под непосредственным контролем президента страны и обладают дублирующими друг друга функциями, что снижает риски для руководства страны оказаться в зависимости от одной из спецслужб. Помимо этого, внутри каждой спецслужбы руководители различных отделов зачастую напрямую подчинены президенту, а не своему номинальному директору.